# Aspidifrontia berhauti
Aspidifrontia berhauti là một loài bướm đêm trong họ Noctuidae.